# Территориальное деление России
В современной России используется несколько видов (типов) административного и территориального деления.

## Федеративное устройство России

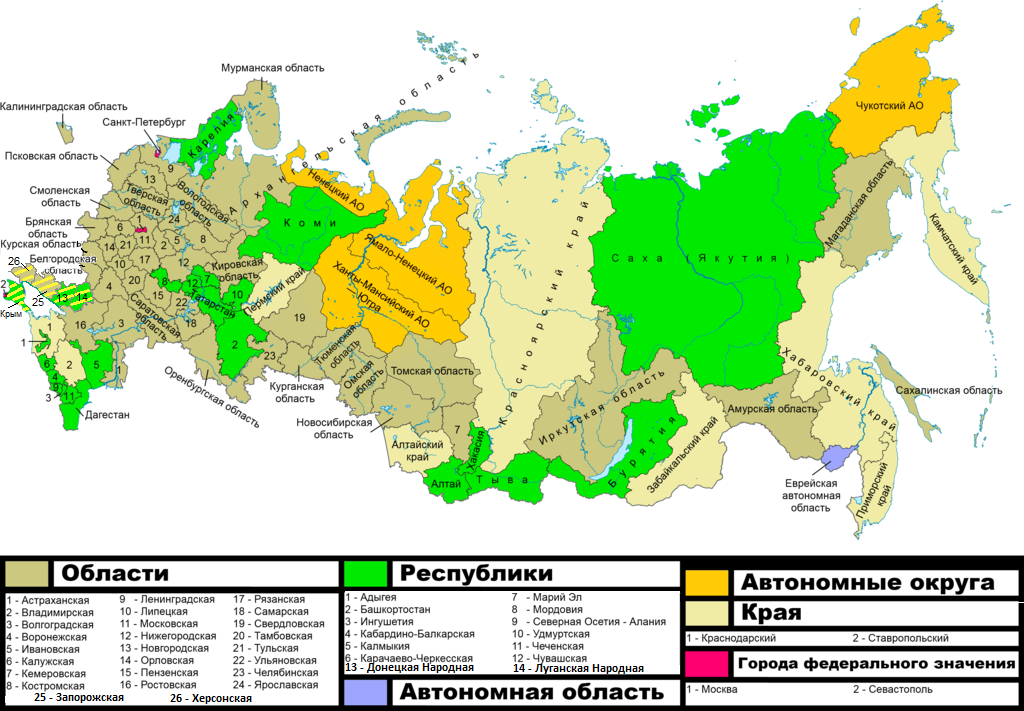

Согласно Конституции Российской Федерации, Россия является федеративным государством и состоит из 89 равноправных субъектов Российской Федерации (иногда некоторыми называемых просто «регионами»), которые являются основной территориальной единицей, указанной в Конституции, и относящейся ко всем ветвям власти — и исполнительной, и законодательной, и судебной. Органы власти субъектов России входят в систему государственной власти России. В субъектах осуществляется разграничение полномочий между федеральными органами власти и органами власти субъектов федерации. Органы власти субъектов федерации обладают всей полнотой государственной власти на своей территории за пределами вопросов совместного ведения. Верхняя палата парламента — Совет Федерации — формируется только по региональному принципу от законодательных и исполнительных органов субъектов.

## Административное и муниципальное устройство России
На уровне субъектов России применяется два вида территориального деления:
- административно-территориальное устройство — для упорядоченного осуществления функций государственного управления (см. коды ОКАТО);
- муниципальное устройство — для осуществления (реализации, организации) местного самоуправления (см. коды ОКТМО).

### Соотношение между административным и муниципальным устройством
Выделяют два основных подхода к соотношению административного и муниципального деления:
- совмещение двух видов деления — границы муниципальных образований (МО) совпадают с границами административно-территориальных единиц (АТЕ, также административные единицы (образования), административно-территориальные образования), например: административно-территориальное деление Нижегородской области,
  - в частности — помимо границ, совпадают и категории муниципальных образований и соответствующих административно-территориальных единиц, например: административно-территориальное деление Челябинской области, административно-территориальное деление Тверской области,
    - наиболее выраженное совпадение — муниципальные образования и административно-территориальные единицы на официальном уровне имеют одинаковые названия, муниципальные образования определяются как административно-территориальные единицы, например: административно-территориальное деление Воронежской, Ленинградской и Ростовской областей;
- юридическое разведение двух видов деления — границы административных и муниципальных единиц могут меняться независимо, в границах административного района могут действовать два муниципальных района или муниципальный район и городской округ, например: административно-территориальное деление Свердловской области; в Вологодской области не совпадают территории административных и муниципальных районов.

Кроме того, в субъектах Федерации могут создаваться дополнительные административные уровни. Например:
- с точки зрения муниципального деления, Москва делится на
  - 146 внутригородских территорий города федерального значения (см. местное самоуправление в Москве);
- административно Москва делится на:
  - 12 административных округов (например: Северо-Восточный административный округ) — административный уровень, отсутствующий в муниципальной схеме деления;
  - районы и поселения (совпадают по территории с муниципальными образованиями);
- в Ставропольском крае
  - муниципальные образования относятся к административно-территориальным единицам (как в Воронежской, Ленинградской и Ростовской областях), с учётом новейших изменений на 2020 год это городские и муниципальные округа;
  - районы и города краевого подчинения относятся к территориальным единицам (ТЕ);
- в Белгородской области выделяются
  - административно-территориальные единицы области (районы, города областного значения) — части территории Белгородской области, в пределах которых могут быть созданы территориальные органы исполнительных органов государственной власти Белгородской области и иных государственных органов Белгородской области, а также посредством указания на границы которых осуществляются функции федеральных органов государственной власти, в том числе определяется юрисдикция районных судов, осуществляется кадастровое деление территории Российской Федерации, определяется место нахождения объектов недвижимого имущества, место жительства или пребывания физических лиц, место нахождения юридических лиц;
  - муниципальные образования (муниципальные районы, городские округа);
  - административно-территориальные единицы муниципального образования (муниципальные округа) — части территории муниципального образования, в пределах которых могут функционировать территориальные органы администрации соответствующего муниципального образования в соответствии со структурой администрации соответствующего муниципального образования.

### Административно-территориальное устройство
Административно-территориальное устройство субъектов РФ устанавливается Уставами или Конституциями субъектов РФ, региональными законами субъектов РФ и соответствующими реестрами. В целом, при этом, не существует единого образца системы объектов административно-территориального устройства, в отличие от муниципальных образований. В общем виде иерархия выглядит так.
| уровень                                   | объекты административно-территориального устройства                                                                  | виды                                                                        | комментарий |
| ----------------------------------------- | --- | --------------------------------------------------------------------------- | --- |
| 1                                         | регионы (субъекты) Российской Федерации                                                                              | республики (24)                                                             | с учётом Республики Крым, ДНР и ЛНР, аннексия которых не получила международного признания (см. Проблема принадлежности Крыма, Аннексия оккупированных территорий Украины (2022)) |
| 1                                         | регионы (субъекты) Российской Федерации                                                                              | края (9)                                                                    | |
| 1                                         | регионы (субъекты) Российской Федерации                                                                              | области (48)                                                                | с учётом Запорожской и Херсонской областей, присоединение/аннексия которых не получила международного признания (см. Аннексия оккупированных территорий Украины (2022))           |
| 1                                         | регионы (субъекты) Российской Федерации                                                                              | автономные области (1)                                                      | |
| 1                                         | регионы (субъекты) Российской Федерации                                                                              | автономные округа (1)                                                       | |
| 1                                         | регионы (субъекты) Российской Федерации                                                                              | города федерального значения (3)                                            | с учётом города Севастополя, аннексия которого не получила международного признания (см. Проблема принадлежности Крыма)                                                           |
| (1½)                                      | субъекты Российской Федерации в составе других субъектов Российской Федерации                                        | автономные округа (3)                                                       | |
| (1½)                                      | административно-территориальные единицы с особым статусом                                                            | округа (4)                                                                  | |
| 2                                         | районы (про виды см. ниже)                                                                                           | районы (про виды см. ниже)                                                  | в том числе с особым статусом (2) |
| 2                                         | города | республиканского значения (подчинения)                                      | |
| 2                                         | города | краевого значения (подчинения)                                              | |
| 2                                         | города | областного значения (подчинения)                                            | |
| 2                                         | города | окружного значения (подчинения)                                             | |
| 2                                         | посёлки городского типа                                                                                              | краевого значения (подчинения)                                              | |
| 2                                         | посёлки городского типа                                                                                              | областного значения (подчинения)                                            | |
| 2                                         | сельские населённые пункты                                                                                           | областного значения (подчинения)                                            | |
| 2                                         | закрытые административно-территориальные образования                                                                 |                                                                             | |
| 2                                         | округа | округа                                                                      | |
| 2                                         | округа | административные округа                                                     | |
| 2                                         | округа | городские округа                                                            | |
| 2                                         | округа | муниципальные округа                                                        | |
| 2                                         | внутригородские округа, районы городов федерального значения                                                         |                                                                             | |
|                                           | населённые пункты республиканского, краевого, областного, окружного значения (подчинения) в составе районов, округов |                                                                             | |
| (муниципальные) участки, группы поселений | |                                                                             | |
| 3                                         | города, городские административно-территориальные (территориальные) единицы                                          | города, городские административно-территориальные (территориальные) единицы | |
| 3                                         | посёлки городского типа, поселковые административно-территориальные (территориальные) единицы                        |                                                                             | |
| 3                                         | сельские административно-территориальные (территориальные) единицы                                                   |                                                                             | |
| 3                                         | внутригородские районы (округа)                                                                                      |                                                                             | |
| 3                                         | районы, поселения города федерального значения Москвы                                                                |                                                                             | |
| 4                                         | населённые пункты | населённые пункты                                                           | |

Первый уровень административно-территориального устройства образуют регионы (субъекты) Российской Федерации — республики, края, области, автономная область, автономные округа, города федерального значения.
Второй уровень образуют районы (в том числе муниципальные районы, осмысленные как объекты административно-территориального устройства), населённые пункты (обычно это города, посёлки городского типа) регионального (республиканского, краевого, областного, окружного) значения (подчинения), закрытые административно-территориальные образования (за исключением ЗАТО Горный Забайкальского края), административные округа города федерального значения Москвы, внутригородские районы городов федерального значения Санкт-Петербурга и Севастополя, а также административно-территориальные единицы в составе ряда регионов, которые называются округами (административными округами, городскими округами, муниципальными округами; это некоторые бывшие районы и населённые пункты регионального значения, подчинения).
Третий уровень образуют города районного, окружного (в составе округов на уровне районов) значения (подчинения) и соответствующие данной категории (в том числе образованные городами составные единицы), города в составе / подчинении других административно-территориальных единиц (в том числе образованные городами составные единицы), посёлки городского типа (в том числе образованные посёлками составные единицы), сельские административно-территориальные (территориальные) единицы, городские и сельские поселения (муниципальные образованные, осмысленные как объекты административно-территориального устройства) и внутригородские районы / округа (в том числе внутригородские районы Москвы).
Четвёртый уровень образуют сельские населённые пункты, а также городские населённые пункты, не являющиеся административно-территориальными (территориальными) единицами второго и третьего уровня.
Округа как административно-территориальные единицы с особым статусом некоторых субъектов, образованные в 2000-х в процессе объединения регионов в результате преобразования автономных округов, располагаются на уровне, переходном от 1-го ко 2-му. На этот же уровень отнесены могут быть и автономные округа, находящиеся (территориально, по некоторым вопросам — и административно) в составе других регионов.
На переходном от 2-го к 3-му уровне располагается Бежтинский участок в Цунтинском районе Дагестана, группы поселений в Эвенкийском районе Красноярского края и т. п. (при наличии).
На этот же либо на третий уровень отнесены могут быть населённые пункты республиканского, краевого, областного, окружного значения (подчинения) в составе районов, округов, но сохраняющие самостоятельный статус, а также три города ЗАТО Александровск.
В Тверской области города областного (и окружного) значения являются территориальными единицами третьего уровня в составе округов. В Республике Коми различаются города республиканского значения с подчинёнными им территориями (второй уровень) и города республиканского значения с прилегающими территориями (третий уровень).
Также в некоторых регионах наблюдается подчинение поселковых и сельских административно-территориальных (территориальных) единиц внутригородским районам (округам). На переходном уровне находятся либо внутригородские районы (от 2-го к 3-му), либо поселковые и сельские единицы (от 3-го к 4-му).

#### Административно-территориальное устройство республик, краёв, областей, автономной области, автономных округов

##### Районы, города и прочие единицы
Основными объектами административно-территориального устройства республик, краёв, областей, автономной области, автономных округов Российской Федерации, которые образуют второй уровень (первый образуют субъекты), являются:
- районы,
- города республиканского / краевого / областного / окружного значения (подчинения).

Районы образованы в составе всех субъектов Российской Федерации, за исключением Московской области (упразднены с 2019 года). В Ставропольском крае с 2016 года было определено как территориальные единицы, как административно-территориальные — муниципальные районы, которые к 2021 году были упразднены в связи с преобразованием в городские и муниципальные округа.
Варианты названий:
- административные районы (Калининградская область, Кемеровская область, Новгородская область, Пермский край, Приморский край, Ульяновская область);
- аймаки (Республика Алтай);
- кожууны (Тыва);
- районные административно-территориальные образования (Владимирская область);
- сельские районы (Алтайский край, Пензенская область, Псковская область);
- улусы (Якутия);

В следующих регионах районы как административно-территориальные единицы называются муниципальными районами:
- Амурская область;
- Воронежская область;
- Ленинградская область;
- Новосибирская область;
- Ростовская область;
- Тверская область (тип административно-территориальной единицы — район области, официальное название — муниципальный район);
- Тыва (наравне с кожуунами).

В Башкортостане, согласно Конституции, выделяются районы и составные административно-территориальные единицы, приравненные по статусу к районам (состоящие из городов республиканского значения и собственно районов).
В Челябинской области со времён СССР выделяются так называемые города с территориальными районами, в современном состоянии не отличающиеся от районов. В прошлом города областного подчинения и подчинённые им районы.
Города республиканского/краевого/областного/окружного значения (подчинения) существуют во всех регионах, за исключением Забайкальского края, и как правило, не входят в состав районов, но в некоторых регионах это допускается:
- в Башкортостане (см. выше);
- в Белгородской области;
- в Вологодской области;
- в Камчатском крае;
- в Новосибирской области (о статусе см. далее);
- в Ставропольском крае;
- в Хабаровском крае;
- в Чечне;
- в Якутии;
- по некоторым данным, также в Новгородской области (в редакциях Закона об административно-территориальном устройстве до 2011 года было чётко прописано) и Татарстане (согласно Реестру, но не Закону об административно-территориальном устройстве).

В Республике Коми различаются города республиканского значения с подчинёнными им территориями (второй уровень) и города республиканского значения с прилегающими территориями (третий уровень).
В некоторых регионах отсутствует официальное обозначение город республиканского/краевого/областного значения (подчинения):
- в Республике Алтай и в Хакасии (все города республик в состав районов не входят);
- в Краснодарском крае (города этой категории в состав районов не входят);
- в Амурской области (определены как городские округа города, статус город областного подчинения сохранён в Реестре);
- в Воронежской, Ленинградской, Ростовской областях (определены как городские округа);
- во Владимирской, Ивановской, Иркутской, Калужской, Кировской, Смоленской, Челябинской, Еврейской автономной областях (города этой категории в состав районов не входят);
- в Мурманской области (города этой категории в состав районов не входят, Мурманск определён как город, остальные как города с подведомственными территориями);
- в Новосибирской области (4 города определены как городские округа, 3 города как городские поселения);
- в Оренбургской и Тюменской областях (все города областей в состав районов не входят);
- в Псковской (города этой категории в состав районов не входят, образуют административные округа);
- в Свердловской (города этой категории в состав районов не входят, определены как административно-территориальные единицы, непосредственно входящие в состав области).

В следующих регионах города краевого/областного значения не являются административно-территориальными единицами:
- в Ставропольском крае (территориальные единицы, образуют городские округа, 1 образует муниципальный округ);
- в Костромской, Курской и Новгородской областях (административно-территориальные единицы не определены, за исключением Старорусского поселения, образованного Старой Руссой и подчинёнными сельскими населёнными пунктами в составе Старорусского района);
- в Тверской области, наравне с городами окружного значения, являются территориальными единицами округов.

Помимо того, в некоторых регионах объектами административно-территориального устройства, образующими второй уровень, являются:
- округа как административно-территориальные единицы с особым статусом, образованные в 2000-х годах в процессе объединения регионов России в результате преобразования автономных округов, в свой состав включают несколько районов (Коми-Пермяцкий округ также 1 город краевого значения);
- районы как административно-территориальные единицы с особым статусом (в составе Красноярского края), образованные в 2000-х годах в процессе объединения регионов России в результате преобразования автономных округов;
- национальные районы;
- посёлки городского типа областного значения/подчинения либо соответствующие этой категории (в Калининградской, Кемеровской, Московской, Челябинской областях, также Сириус в Краснодарском крае);
- сельские населённые пункты областного значения (в Саратовской области);
- закрытые административно-территориальные образования (ЗАТО, как правило, самостоятельный вид административно-территориальных единиц либо вид городов);
- округа (в Тверской области, в том числе образованные ЗАТО, городами областного и окружного значения; другой вариант деления — ЗАТО, городские, муниципальные, в соответствии с муниципальными образованиями; в Красноярском крае, совпадают в границах с муниципальными округами);
- административные округа Псковской области;
- городские округа (в Воронежской, Ленинградской, Ростовской областях соответствуют городам областного значения / подчинения, в Новосибирской городам и посёлку городского типа областного значения, а в Амурской также ЗАТО и посёлкам городского типа областного подчинения; в Ставропольском крае);
- муниципальные округа (в Амурской области и Ставропольском крае).

Республиканские городские округа Адыгеи определены как территории.

##### Деление районов и городов
Районы и города, как правило, делятся на внутренние административно-территориальные (территориальные) единицы, которые образуют третий уровень подчинения.
Районы делятся на города районного значения, посёлки городского типа (либо соответствующие городам и / или посёлкам объекты административно-территориального устройства) и сельские административно-территориальные (территориальные) единицы.
Города республиканского/краевого/областного значения (подчинения) делятся на внутригородские районы или округа, также в подчинении городов могут находиться городские, поселковые и сельские административно-территориальные (территориальные) единицы.
В некоторых регионах, однако, это внутренне административно-территориальное устройство полностью упразднено.
Внутрирайонные образования упразднены в следующих регионах: Республика Адыгея, Кабардино-Балкарская Республика, Карачаево-Черкесская Республика, Республика Карелия, Республика Крым, Республика Татарстан, Забайкальский край, Камчатский край, Пермский край, Приморский край, Ставропольский край, Хабаровский край, Владимирская область, Ивановская область, Иркутская область, Калининградская область, Калужская область, Магаданская область, Саратовская область, Сахалинская область (исключение — Бошняковский сельский округ), Свердловская область, Смоленская область (но сельские населённые пункты в Реестре группируются в соответствии с отнесённостью к городским и сельским поселениям), Томская область, Еврейская автономная область, Ханты-Мансийский автономный округ — Югра, Чукотский автономный округ, Ямало-Ненецкий автономный округ. В этих же регионах отсутствуют административно-территориальные единицы в подчинении городов.
Внутрирайонные муниципальные образования не обозначены: Республика Ингушетия, Мурманская область (Ёнский сельский территориальный округ в Реестр не внесён, Псковская область (административные поселения упомянуты, но Реестр отсутствует), Чувашская Республика — Чувашия (сельские и городские поселения упомянуты, но Реестр отсутствует).
В следующих регионах сосуществуют районы с внутрирайонным делением и без него: Архангельская область, Красноярский край, а также регионы, в которых внутрирайонные единицы упраздняются при преобразовании муниципальных районов в городские/муниципальные округа: Алтайский край, Кировская область, Курганская область.
Регионы, в которых сохранены административно-территориальные единицы в подчинении городов республиканского/краевого/областного значения (подчинения): Алтайский край, Башкортостан, Вологодская область, Кемеровская область — Кузбасс, Республика Коми, Краснодарский край, Республика Мордовия, Нижегородская область, Оренбургская область, Самарская область, Республика Саха (Якутия).
Варианты административно-территориальных (территориальных) единиц внутрирайонных и в подчинении (в составе) городов:
- административные/подведомственные территории;
- волости;
- города районного значения (подчинения), районные города/города;
- города республиканского значения (в Республике Коми города республиканского значения с прилегающими территориями в составе городов республиканского значения с подчинёнными им территориями);
- города областного значения (в Тверской области);
- муниципальные округа;
- наслеги;
- округа/административные округа/сельские, станичные, поселковые округа/сельские, станичные, поселковые, городские административные округа;
- поселения/административные поселения/городские поселения/сельские поселения;
- посёлки городского типа/посёлки/рабочие, дачные, курортные посёлки/поссоветы;
- сельские, поселковые администрации;
- сельсоветы;
- национальные сельсоветы (сельские поселения);
- сельские территории;
- сомоны/сумоны;
- сельские населённые пункты (непосредственно входящие в район или город, могут образовывать межселенную территорию).

В Дагестане выделяется Бежтинский участок Цунтинского района, объединяющий несколько сельсоветов и сёл.
Города делятся на
- внутригородские районы: Астрахань, Барнаул, Братск, Брянск, Владивосток, Владикавказ, Владимир, Волгоград, Грозный, Екатеринбург, Иваново, Ижевск, Казань, Калининград, Каменск-Уральский, Кемерово, Киров, Красноярск, Магнитогорск, Махачкала, Нижний Новгород, Нижний Тагил, Новокузнецк, Новороссийск, Новосибирск, Норильск, Оренбург, Орск, Пенза, Пермь, Прокопьевск, Ростов-на-Дону, Рязань, Самара, Саранск, Саратов, Смоленск, Сочи, Ставрополь, Сыктывкар, Тамбов, Тверь, Тольятти, Томск, Тула, Улан-Удэ, Ульяновск, Уфа, Хабаровск, Чебоксары, Челябинск, Чита, Ярославль;
- внутригородские округа: Архангельск, Белгород, Иркутск, Краснодар, Курск, Липецк, Назрань, Новосибирск, Омск, Оренбург, Тюмень.

Районы и округа исключены из ОКАТО в следующих городах: Воронеж, Калуга, Кострома, Мурманск, Симферополь, Якутск.
В Калмыкии оформлено как административно-территориальное образование с особым статусом Сити-Чесс, по факту это район (микрорайон) Элисты, отсутствует в ОКАТО.
В следующих регионах возможно подчинение административно-территориальных единиц и/или населённых пунктов в подчинении городов внутригородским районам (округам): Алтайский край, Республика Башкортостан, Республика Дагестан, Краснодарский край, Республика Мордовия, Нижегородская область, Самарская область, Свердловская область, Ульяновская область.

##### Иерархия
Как правило, невозможно подчинение какого-либо объекта административно-территориального устройства другому объекту административно-территориального устройства того же уровня подчинения.
Исключения:
- районы ряда регионов, объединённые в округа как административно-территориальные единицы с особым статусом (Коми-Пермяцкий округ также включает город краевого значения);
- некоторые города республиканского/краевого/областного значения (подчинения), включённые в районы;
- административно-территориальные единицы в подчинении городов республиканского/краевого/областного значения (подчинения), находящиеся в подчинении внутригородских районов (округов).

##### Соответствующие муниципальные образования
Как правило, районам как объектам административно-территориального устройства соответствуют муниципальные районы, также, в качестве варианта, городские округа, а с 2019 года муниципальный округ. Одному району соответствует сельское поселение.
Городам республиканского/краевого/областного значения (подчинения) соответствуют, как правило, городские округа, либо городские поселения в составе муниципальных районов, муниципальные округа либо территории в составе муниципальных округов. Некоторым городам республиканского значения (подчинения) соответствуют муниципальные районы, в других регионах (краях и областей) это соответствие утрачено.
ЗАТО соответствуют городские округа.
Внутрирайонным административно-территориальным (территориальным) единицам соответствуют в муниципальных районах сельские и городские поселения, однако некоторым городским и поселковым единицам — городские округа.
В трёх городах внутригородским районам соответствуют внутригородские районы как муниципальные образования.
В целом, эта схема соответствий не является абсолютной, поскольку в некоторых регионах наблюдаются серьёзные расхождения (несоответствия) административно-территориального устройства и организации местного самоуправления.

#### Административно-территориальное устройство городов федерального значения
Город федерального значения Москва делится с 1 июля 2012 года на 12 административных округов, в составе которых образованы 125 районов и 21 поселение. На уровне организации местного самоуправления районам соответствуют как внутригородские территории (внутригородские муниципальные образования) муниципальные округа, поселениям 19 поселений и 2 городских округа.
Санкт-Петербург делится на 18 районов, в границах которых образованы 111 внутригородских территорий (внутригородских муниципальных образований) — 81 муниципальный округ, 9 городов и 21 посёлок.
Севастополь делится на 4 района, в границах которых образованы 10 внутригородских территорий (внутригородских муниципальных образований) — 9 муниципальных округов и 1 город.

### Численность административно-территориальных единиц на 1 января 2010 года
По состоянию на 1 января 2010 года, субъекты РФ включали: 1868 административных районов, 579 городов республиканского, краевого, областного и окружного подчинения (всего 1099 городов), 328 внутригородских районов, 1295 посёлков городского типа.

### Муниципальное устройство
Муниципальное образование — это территория, где в рамках муниципального устройства в субъектах РФ выборными органами осуществляется местное самоуправление, имеется муниципальная собственность и местный бюджет. В муниципальных образованиях выбирают исполнительную и законодательную власти (как правило, мэра и городскую думу). Муниципальное деление предусмотрено для создания на этих территориях органов местного самоуправления, согласно конституции и законодательству. Муниципальные органы власти не входят в систему органов государственной власти.
С мая 2019 года законодательство Российской Федерации предусматривает возможность создания 8 видов муниципальных образований: сельское поселение, городское поселение, муниципальный район, городской округ, внутригородская территория города федерального значения, городской округ с внутригородским делением, внутригородской район, муниципальный округ. Самым большим по площади муниципальным образованием в России является Таймырский Долгано-Ненецкий муниципальный район, по населению — городской округ город Новосибирск.

## Другие типы территориального деления и объединения субъектов
В различных целях может применяться более удобная группировка субъектов, которая, однако, не затрагивает другие сферы, где не реализуется данная цель.
- В экономических и статистических целях субъекты федерации объединены в 12 (экономических) макрорегионов.
- До 2018 года органами статистики России использовалось деление территории Российской Федерации на 12 экономических районов.
- Определены и 10 экономических зон и макрозон (например, экономическая зона Байкало-Амурской магистрали), которые разделены на районы.
- Общероссийский классификатор экономических регионов (ОКЭР) поддерживается Минэкономразвития России, в нём содержатся и другие территориальные единицы различных органов власти.
- В целях обороны страны применяется объединение в военные округа, названия и состав которых определяется указом президента РФ.
- Президент страны в целях повышения эффективности с 2000 года вместо каждого субъекта федерации назначает своих полномочных представителей в федеральные округа, состав которых определяется указом. Полномочные представители являются сотрудниками администрации президента, никаких конституционных полномочий не имеют.
- Часовые зоны России определяются федеральным законом, только в одном случае субъект федерации не входит в часовую зону целиком (Якутия).
- В соответствии со статьёй 28 Водного кодекса в Российской Федерации установлен 21 бассейновый округ, они группируют водоёмы страны.
- Современное почтовое деление России введено в 1971 году, и первая цифра индекса соответствует группе субъектов федерации, вторая и третья - определённому субъекту федерации.
- Также в России действуют Кассационные и Апелляционные суды общей юрисдикции, Арбитражные апелляционные суды, территориальная подсудность каждого суда включает в себя те или иные регионы страны (т. н. судебный округ).

Специалисты выделяют и неформальное территориальное деление, не определённое официальными документами.
- Например, выделяют городские агломерации и осуществляют расчёты в рамках такого деления, которое не совпадает с региональным и административным. В отличие от ряда других стран, агломерациями в России специально не управляют единые органы власти. Например, в метеорологии или мобильной связи сложно разделить Москву и Московскую область из-за географической близости, несмотря на то, что де-юре это два разных субъекта.
- Без какого-либо официального закрепления границ выделяют географические, природные, а также историко-культурные регионы с собственными устоявшимися названиями, которые в некоторых случаях совпадают с географическими территориями. Среди таких культурных или географических регионов на территории современной России: Ингерманландия, Северо-Запад России, Русский Север, регион Кубань, Маньчжурия, Прикамье, Заволжье, Северный Кавказ, Европейская часть России, Центральная Россия, Залесье, Центрально-чернозёмная полоса, Поволжье, регион Урал, Поморье, Югра (земля), Колымский край, Горная Шория, Кабарда и другие.

Таким образом, выделяется несколько систем деления страны на данном уровне. Большая часть данных территориальных единиц включает в себя всю территорию того или иного региона страны, лишь некоторые — части, к примеру, в трёх часовых зонах расположены части Якутии. Также некоторые из единиц делятся на другие образования. Например, Дальневосточный макрорегион разделён на экономические территории (провинции).

### Экономические районы

Экономические районы России

1. Восточно-Сибирский
2. Волго-Вятский
3. Дальневосточный
4. Западно-Сибирский
5. Калининградский
6. Поволжский
7. Северный
8. Северо-Западный
9. Северо-Кавказский
10. Уральский
11. Центрально-Чернозёмный
12. Центральный

#### Макрорегионы

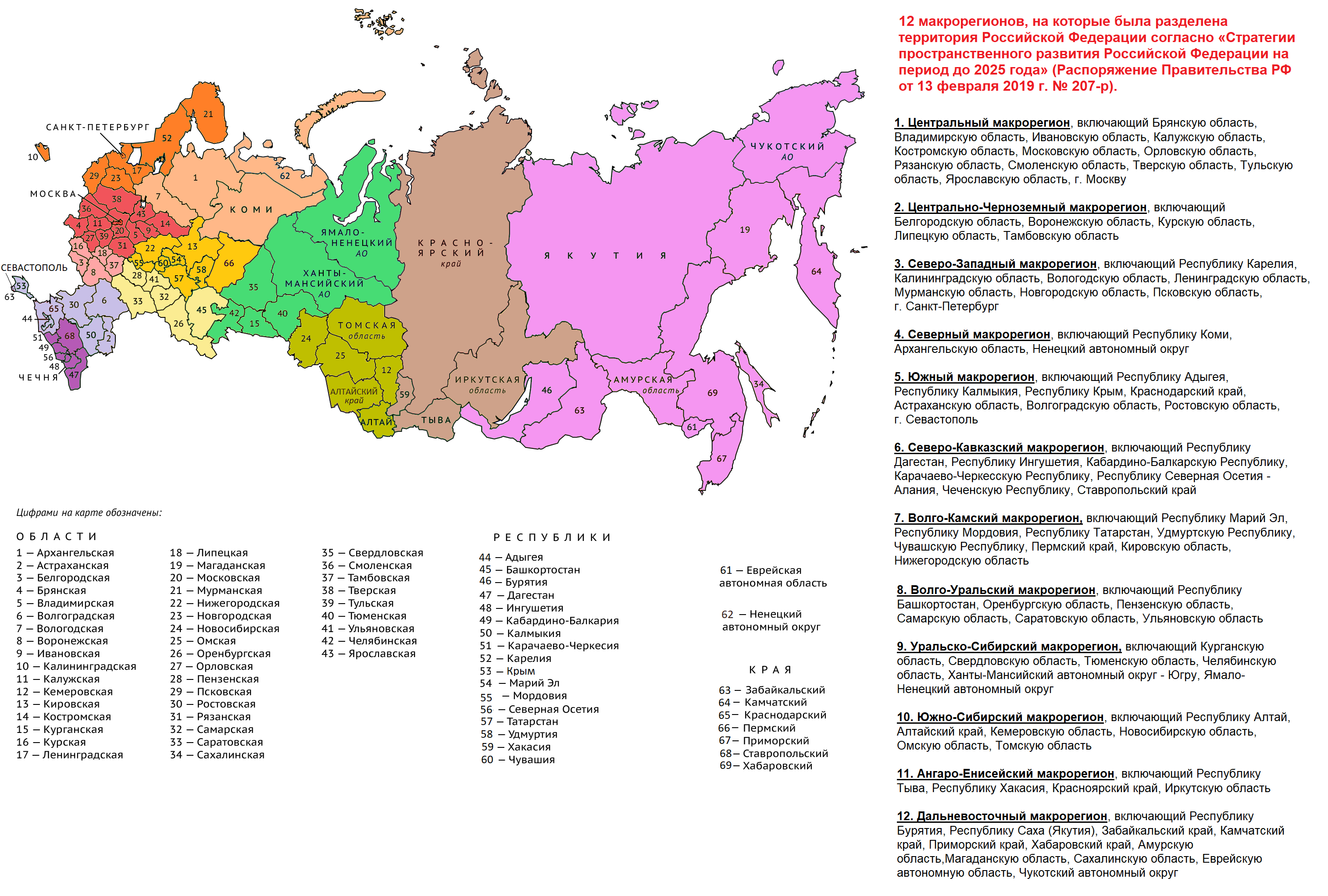
Макрорегионы России

В 2018 году Министерство экономического развития России разработало стратегию пространственного развития России, в которой было предложено ввести деление на 14 макрорегионов. В феврале 2019 года стратегия была утверждена, введено деление на 12 макрорегионов, границы которых вписаны в пределы федеральных округов. Границы четырёх из них соответствует границам экономических районов.
1. Центральный
2. Центрально-Чернозёмный
3. Северо-Западный
4. Северный
5. Южный макрорегион
6. Северо-Кавказский
7. Волго-Камский
8. Волго-Уральский
9. Уральско-Сибирский
10. Южно-Сибирский
11. Ангаро-Енисейский
12. Дальневосточный

### Военные округа

Военные округа России

- Московский
- Ленинградский
- Южный
- Центральный
- Восточный

### Федеральные округа

Федеральные округа России

В настоящий момент в России 8 федеральных округов:
- Центральный федеральный округ
- Южный федеральный округ
- Северо-Западный федеральный округ
- Дальневосточный федеральный округ
- Сибирский федеральный округ
- Уральский федеральный округ
- Приволжский федеральный округ
- Северо-Кавказский федеральный округ

### Часовые зоны

Часовые зоны России

| USZ1 | МСК−1 (калининградское время)  | UTC+2  |
| MSK  | МСК (московское время)         | UTC+3  |
| SAMT | МСК+1 (самарское время)        | UTC+4  |
| YEKT | МСК+2 (екатеринбургское время) | UTC+5  |
| OMST | МСК+3 (омское время)           | UTC+6  |
| KRAT | МСК+4 (красноярское время)     | UTC+7  |
| IRKT | МСК+5 (иркутское время)        | UTC+8  |
| YAKT | МСК+6 (якутское время)         | UTC+9  |
| VLAT | МСК+7 (владивостокское время)  | UTC+10 |
| MAGT | МСК+8 (магаданское время)      | UTC+11 |
| PETT | МСК+9 (камчатское время)       | UTC+12 |

## Стандартизация и классификаторы
Международная организация по стандартизации определила стандарт ISO 3166-2:RU для субъектов РФ. UN/LOCODE содержит записи о ряде российских городов.
GEOnet Names Server содержат официальные американские переводы на английский язык названий объектов со всего мира, включая Россию.
ОКАТО содержит коды и наименования объектов административно-территориального деления субъектов РФ: от районов и городов до внутригородских районов, сельских округов (сельсоветов) и населённых пунктов.
ОКТМО содержит коды и наименования муниципальных образований субъектов РФ: от муниципальных районов и городских округов до сельских и городских поселений, а также входящих в их состав населённых пунктов.
Федеральная информационная адресная система и Классификатор адресов Российской Федерации — являются ведомственными классификаторами ФНС России.